# Circonscription d'Écosse
La circonscription d'Écosse est une circonscription parlementaire britannique utilisée dans le cadre des élections européennes. Créée en 1999, elle correspond aux frontières de l'Écosse, l'une des quatre nations constituantes du Royaume-Uni. Elle disparaît en 2020 à la suite du retrait du Royaume-Uni de l'Union européenne (Brexit).

## Historique
Il a été formé à la suite de l'European Parliamentary Elections Act 1999, le remplacement d'un certain nombre de circonscriptions uninominales. C'étaient Glasgow, Highlands and Islands, Lothians, Mid Scotland and Fife, North East Scotland, South of Scotland, Strathclyde East, et Strathclyde West.
Le nombre de MEPs pour la circonscription était huit en 1999, sept en 2004, et six en 2009 et 2014.
| MEPs pour les anciennes circonscriptions écossaises, 1979-1999 | MEPs pour les anciennes circonscriptions écossaises, 1979-1999 | MEPs pour les anciennes circonscriptions écossaises, 1979-1999 | MEPs pour les anciennes circonscriptions écossaises, 1979-1999 | MEPs pour les anciennes circonscriptions écossaises, 1979-1999 | MEPs pour les anciennes circonscriptions écossaises, 1979-1999 | MEPs pour les anciennes circonscriptions écossaises, 1979-1999 | MEPs pour les anciennes circonscriptions écossaises, 1979-1999 | MEPs pour les anciennes circonscriptions écossaises, 1979-1999 | MEPs pour les anciennes circonscriptions écossaises, 1979-1999 | MEPs pour les anciennes circonscriptions écossaises, 1979-1999 | MEPs pour les anciennes circonscriptions écossaises, 1979-1999 |
| Élection                                                       |                                                                | 1979 – 1984                                                    |                                                                | 1984 – 1989                                                    |                                                                | 1989 – 1994                                                    |                                                                | 1994 – 1999                                                    |                                                                |                                                                |                                                                |
| -------------------------------------------------------------- | -------------------------------------------------------------- | -------------------------------------------------------------- | -------------------------------------------------------------- | -------------------------------------------------------------- | -------------------------------------------------------------- | -------------------------------------------------------------- | -------------------------------------------------------------- | -------------------------------------------------------------- | -------------------------------------------------------------- | -------------------------------------------------------------- | -------------------------------------------------------------- |
| Highlands and Islands                                          |                                                                | Winnie Ewing SNP                                               | Winnie Ewing SNP                                               | Winnie Ewing SNP                                               | Winnie Ewing SNP                                               | Winnie Ewing SNP                                               | Winnie Ewing SNP                                               | Winnie Ewing SNP                                               | Winnie Ewing SNP                                               | Winnie Ewing SNP                                               |                                                                |
| North East Scotland                                            |                                                                | James Provan Conservateur                                      | James Provan Conservateur                                      | James Provan Conservateur                                      |                                                                | Henry McCubbin Travailliste                                    |                                                                | Allan Macartney SNP à août 1998                                |                                                                | Ian Hudghton SNP à partir de novembre 1998                     |                                                                |
| South of Scotland                                              |                                                                | Alasdair Hutton Conservateur                                   | Alasdair Hutton Conservateur                                   | Alasdair Hutton Conservateur                                   | Alasdair Hutton Conservateur                                   | Alasdair Hutton Conservateur                                   |                                                                | Alex Smith Travailliste                                        | Alex Smith Travailliste                                        | Alex Smith Travailliste                                        |                                                                |
| Lothians                                                       |                                                                | Ian Dalziel Conservateur                                       |                                                                | David Martin Travailliste                                      | David Martin Travailliste                                      | David Martin Travailliste                                      | David Martin Travailliste                                      | David Martin Travailliste                                      | David Martin Travailliste                                      | David Martin Travailliste                                      |                                                                |
| Mid Scotland and Fife                                          |                                                                | John Purvis Conservateur                                       |                                                                | Alex Falconer Travailliste                                     | Alex Falconer Travailliste                                     | Alex Falconer Travailliste                                     | Alex Falconer Travailliste                                     | Alex Falconer Travailliste                                     | Alex Falconer Travailliste                                     | Alex Falconer Travailliste                                     |                                                                |
| Strathclyde West                                               |                                                                | Adam Fergusson (en) Conservateur                               |                                                                | Hugh McMahon Travailliste                                      | Hugh McMahon Travailliste                                      | Hugh McMahon Travailliste                                      | Hugh McMahon Travailliste                                      | Hugh McMahon Travailliste                                      | Hugh McMahon Travailliste                                      | Hugh McMahon Travailliste                                      |                                                                |
| Strathclyde East                                               |                                                                | Kenneth Darlingston Collins Travailliste                       | Kenneth Darlingston Collins Travailliste                       | Kenneth Darlingston Collins Travailliste                       | Kenneth Darlingston Collins Travailliste                       | Kenneth Darlingston Collins Travailliste                       | Kenneth Darlingston Collins Travailliste                       | Kenneth Darlingston Collins Travailliste                       | Kenneth Darlingston Collins Travailliste                       | Kenneth Darlingston Collins Travailliste                       |                                                                |
| Glasgow                                                        |                                                                | Janey Buchan Travailliste                                      | Janey Buchan Travailliste                                      | Janey Buchan Travailliste                                      | Janey Buchan Travailliste                                      | Janey Buchan Travailliste                                      |                                                                | Bill Miller Travailliste                                       | Bill Miller Travailliste                                       | Bill Miller Travailliste                                       |                                                                |

## Nouveaux membres
| MEPs pour l'Écosse, à partir de 1999 | MEPs pour l'Écosse, à partir de 1999 | MEPs pour l'Écosse, à partir de 1999                 | MEPs pour l'Écosse, à partir de 1999                 | MEPs pour l'Écosse, à partir de 1999                 | MEPs pour l'Écosse, à partir de 1999                 | MEPs pour l'Écosse, à partir de 1999                 | MEPs pour l'Écosse, à partir de 1999                 | MEPs pour l'Écosse, à partir de 1999                                      | MEPs pour l'Écosse, à partir de 1999                                      | MEPs pour l'Écosse, à partir de 1999                                      | MEPs pour l'Écosse, à partir de 1999                                      | MEPs pour l'Écosse, à partir de 1999                                      | MEPs pour l'Écosse, à partir de 1999            | MEPs pour l'Écosse, à partir de 1999                       | MEPs pour l'Écosse, à partir de 1999                       | MEPs pour l'Écosse, à partir de 1999 |
| ------------------------------------ | ------------------------------------ | ---------------------------------------------------- | ---------------------------------------------------- | ---------------------------------------------------- | ---------------------------------------------------- | ---------------------------------------------------- | ---------------------------------------------------- | ------------------------------------------------------------------------- | ------------------------------------------------------------------------- | ------------------------------------------------------------------------- | ------------------------------------------------------------------------- | ------------------------------------------------------------------------- | ----------------------------------------------- | ---------------------------------------------------------- | ---------------------------------------------------------- | ------------------------------------ |
| Élection                             |                                      | 1999 (5e parlement)                                  |                                                      | 2004 (6e parlement)                                  |                                                      | 2009 (7e parlement)                                  |                                                      | 2014 (8e parlement)                                                       | 2014 (8e parlement)                                                       | 2014 (8e parlement)                                                       | 2014 (8e parlement)                                                       | 2014 (8e parlement)                                                       |                                                 | 2019 (9e parlement)                                        | 2019 (9e parlement)                                        |                                      |
| MEP Parti                            |                                      | Struan Stevenson Conservateur                        | Struan Stevenson Conservateur                        | Struan Stevenson Conservateur                        | Struan Stevenson Conservateur                        | Struan Stevenson Conservateur                        |                                                      | Ian Duncan Conservateur à septembre 2017                                  |                                                                           | Nosheena Mobarik Conservateur de septembre 2017                           | Nosheena Mobarik Conservateur de septembre 2017                           | Nosheena Mobarik Conservateur de septembre 2017                           | Nosheena Mobarik Conservateur de septembre 2017 | Nosheena Mobarik Conservateur de septembre 2017            | Nosheena Mobarik Conservateur de septembre 2017            |                                      |
| MEP Parti                            |                                      | Elspeth Attwooll Libéral Démocrate                   | Elspeth Attwooll Libéral Démocrate                   | Elspeth Attwooll Libéral Démocrate                   |                                                      | George Lyon Libéral Démocrate                        |                                                      | David Coburn UKIP (2014–2018) Indépendant (2018–2019) Brexit Party (2019) | David Coburn UKIP (2014–2018) Indépendant (2018–2019) Brexit Party (2019) | David Coburn UKIP (2014–2018) Indépendant (2018–2019) Brexit Party (2019) | David Coburn UKIP (2014–2018) Indépendant (2018–2019) Brexit Party (2019) | David Coburn UKIP (2014–2018) Indépendant (2018–2019) Brexit Party (2019) |                                                 | Sheila Ritchie Libéral Démocrate                           | Sheila Ritchie Libéral Démocrate                           |                                      |
| MEP Parti                            |                                      | Neil MacCormick SNP                                  |                                                      | Alyn Smith SNP à décembre 2019                       | Alyn Smith SNP à décembre 2019                       | Alyn Smith SNP à décembre 2019                       | Alyn Smith SNP à décembre 2019                       | Alyn Smith SNP à décembre 2019                                            | Alyn Smith SNP à décembre 2019                                            | Alyn Smith SNP à décembre 2019                                            | Alyn Smith SNP à décembre 2019                                            | Alyn Smith SNP à décembre 2019                                            | Alyn Smith SNP à décembre 2019                  |                                                            | Heather Anderson SNP en janvier 2020                       |                                      |
| MEP Parti                            |                                      | Ian Hudghton SNP                                     | Ian Hudghton SNP                                     | Ian Hudghton SNP                                     | Ian Hudghton SNP                                     | Ian Hudghton SNP                                     | Ian Hudghton SNP                                     | Ian Hudghton SNP                                                          | Ian Hudghton SNP                                                          | Ian Hudghton SNP                                                          | Ian Hudghton SNP                                                          | Ian Hudghton SNP                                                          |                                                 | Christian Allard SNP                                       | Christian Allard SNP                                       |                                      |
| MEP Parti                            |                                      | David Martin Travailliste                            | David Martin Travailliste                            | David Martin Travailliste                            | David Martin Travailliste                            | David Martin Travailliste                            | David Martin Travailliste                            | David Martin Travailliste                                                 | David Martin Travailliste                                                 | David Martin Travailliste                                                 | David Martin Travailliste                                                 | David Martin Travailliste                                                 |                                                 | Aileen McLeod SNP                                          | Aileen McLeod SNP                                          |                                      |
| MEP Parti                            |                                      | Catherine Stihler Travailliste jusqu'en janvier 2019 | Catherine Stihler Travailliste jusqu'en janvier 2019 | Catherine Stihler Travailliste jusqu'en janvier 2019 | Catherine Stihler Travailliste jusqu'en janvier 2019 | Catherine Stihler Travailliste jusqu'en janvier 2019 | Catherine Stihler Travailliste jusqu'en janvier 2019 | Catherine Stihler Travailliste jusqu'en janvier 2019                      | Catherine Stihler Travailliste jusqu'en janvier 2019                      | Catherine Stihler Travailliste jusqu'en janvier 2019                      |                                                                           | Vacant                                                                    |                                                 | Louis Stedman-Bryce Brexit Party (2019) Indépendant (2019) | Louis Stedman-Bryce Brexit Party (2019) Indépendant (2019) |                                      |
| MEP Parti                            |                                      | John Purvis Conservateur                             | John Purvis Conservateur                             | John Purvis Conservateur                             | Siège aboli                                          | Siège aboli                                          | Siège aboli                                          | Siège aboli                                                               | Siège aboli                                                               | Siège aboli                                                               | Siège aboli                                                               | Siège aboli                                                               | Siège aboli                                     | Siège aboli                                                | Siège aboli                                                | Siège aboli                          |
| MEP Parti                            |                                      | Bill Miller Travailliste                             | Siège aboli                                          | Siège aboli                                          | Siège aboli                                          | Siège aboli                                          | Siège aboli                                          | Siège aboli                                                               | Siège aboli                                                               | Siège aboli                                                               | Siège aboli                                                               | Siège aboli                                                               | Siège aboli                                     | Siège aboli                                                | Siège aboli                                                | Siège aboli                          |

## Résultats élection
Les candidats élus sont indiqués en gras. Entre parenthèses indiquent le nombre de votes par siège.

### 2019
| Élections européennes de 2019: Scotland, | Élections européennes de 2019: Scotland, | Élections européennes de 2019: Scotland,                                                               | Élections européennes de 2019: Scotland, | Élections européennes de 2019: Scotland, | Élections européennes de 2019: Scotland, |
| Liste                                    | Liste                                    | Candidats                                                                                              | Votes                                    | %                                        | ±                                        |
| ---------------------------------------- | ---------------------------------------- | --- | ---------------------------------------- | ---------------------------------------- | ---------------------------------------- |
|                                          | SNP                                      | Alyn Smith2 (1) Christian Allard (2) Aileen McLeod (5) Margaret Ferrier, Heather Anderson, Alex Kerr   | 594,533 (198 177,67)                     | 37,8                                     | +8.8                                     |
|                                          | Brexit                                   | Louis Stedman-Bryce (3) Karina Walker, James Ferguson-Hannah, Stuart Waiton, Paul Aitken, Calum Walker | 233,006                                  | 14,8                                     | New                                      |
|                                          | Libéral Démocrate                        | Sheila Ritchie (4) Fred Mackintosh, Catriona Bhatia, Vita Zaporozcenko, John Edward, Clive Sneddon     | 218,285                                  | 13,9                                     | +6.8                                     |
|                                          | Conservateur                             | Nosheena Mobarik (6) Ian McGill, Shona Haslam, Iain Whyte, Andrea Gee, Michael Kusznir                 | 182,476                                  | 11,6                                     | -5.6                                     |
|                                          | Travailliste                             | David Martin, Jayne Baxter, Craig Miller, Amy Lee Fraioli, Callum O’Dwyer, Angela Bretherton           | 146,724                                  | 9,3                                      | -16.6                                    |
|                                          | Green                                    | Maggie Chapman, Lorna Slater, Gillian Mackay, Chas Booth, Mags Hall, Allan Faulds                      | 129,603                                  | 8,2                                      | +0.1                                     |
|                                          | Change UK                                | David Macdonald,1 Kate Forman, Peter Griffiths, Heather Astbury, Colin McFadyen, Cathy Edgeworth       | 30,004                                   | 1,9                                      | New                                      |
|                                          | UKIP                                     | Donald MacKay, Janice MacKay, Otto Inglis, Mark Meechan, Roy Hill                                      | 28,418                                   | 1,8                                      | -8.7                                     |
|                                          | Indépendant                              | Gordon Edgar                                                                                           | 6,128                                    | 0,39                                     | New                                      |
|                                          | Indépendant                              | Ken Parke                                                                                              | 2,049                                    | 0,13                                     | New                                      |
| Participation                            | Participation                            | Participation                                                                                          | 1 561 226                                | 39,9                                     | +6.4                                     |

Carte du parti vainqueur dans chaque région du conseil écossais ;
SNP
Libéral Démocrate

1  Le 15 mai, David Macdonald, le candidat tête de liste de Change UK en Écosse, a décidé de soutenir les libéraux-démocrates afin de ne pas diviser le vote pro-Remain.
2 Alyn Smith a démissionné de son siège à la suite de son élection au Parlement du Royaume-Uni lors des élections générales de 2019, aux côtés de Margaret Ferrier. Il a été remplacé par Heather Anderson en janvier 2020.

### 2014
- SNP
- Travailliste
- Conservateur
- Libéral Démocrate

| Suffrages exprimés | Suffrages exprimés | Suffrages exprimés | 1 343 483 |             |      |  |
|                    | |                    |           |             |      |  |
|                    | Candidat | Parti              | Suffrages | Pourcentage | Var. |  |
|                    | Ian Hudghton, Alyn Smith, Tasmina Ahmed-Sheikh, Stephen Gethins, Toni Giugliano, Chris Stephens,                        | SNP                | 389 503   | 28,99 %     | -0.1 |  |
|                    | David Martin, Catherine Stihler, Derek Munn, Katrina Murray, Asim Khan, Kirsty O'Brien                                  | Travailliste       | 348 219   | 25,92 %     | +5.1 |  |
|                    | Ian Duncan, Belinda Don, Nosheena Mobarik, Jamie Gardiner, Iain McGill, Stuart Mcintyre,                                | Conservateur       | 231 330   | 17,22 %     | +0.4 |  |
|                    | David Coburn, Kevin Newton, Otto Inglis, Denise Baykal, Hugh Hatrick, Malcolm Mackay,                                   | UKIP               | 140 534   | 10,46 %     | +5.2 |  |
|                    | Maggie Chapman, Chas Booth, Grace Murray, Alastair Whitelaw, Anne Thomas, Steen Parish                                  | Green              | 108 305   | 8,06 %      | +0.8 |  |
|                    | George Lyon, Christine Jardine, Lisa Strachan, Richard Brodie, Jade Holden, Euan Davidson                               | Libéral Démocrate  | 95 319    | 7,09 %      | -4.4 |  |
|                    | James Dowson, John Arthur Randall, Jayda Kaleigh Fransen, Geoffrey Clynch, Margaret Dorothy Clynch, Jane Susan Shepherd | Britain First      | 13 639    | 1,02 %      | N/A  |  |
|                    | Kenneth McDonald, David James Orr, Victoria McKenzie, Angus Jim Mathys, Paul Brandy Stafford, Stacey Jayne Fleming      | BNP                | 10 216    | 0,76 %      | -1.7 |  |
|                    | John Odell Foster, Andrew Elliott, Murdo Maclean, Gail Morrow, Brian Smith, Richard Edward Veitch                       | NO2EU              | 6 418     | 0,48 %      | -0.4 |  |

† Ian Duncan a démissionné de son siège en septembre 2017, pour occuper un siège à la Chambre des Lords et être nommé sous-secrétaire d'État pour l'Écosse. Il a été remplacé par Nosheena Mobarik plus tard dans le mois.

### 2009

Carte des plus hautes instances de vote dans chaque circonscription du conseil écossais
SNP
Travailliste
Conservateur
Libéral Démocrate

Carte du nombre de votes du parti vainqueur dans chaque zone du conseil écossais.
SNP
Travailliste
Conservateur
Libéral Démocrate

| Suffrages exprimés | Suffrages exprimés                                                                                        | Suffrages exprimés      | 1 104 512 |             |      |  |
|                    | |                         |           |             |      |  |
|                    | Candidat                                                                                                  | Parti                   | Suffrages | Pourcentage | Var. |  |
|                    | Ian Hudghton, Alyn Smith Aileen McLeod, Drew Hendry, Duncan Ross, Gordon Archer                           | SNP                     | 321 007   | 29,06 %     | +9.4 |  |
|                    | David Martin, Catherine Stihler Mary Lockhart, Paul McAleavely, Kirsty Connell, Nasim Khan                | Travailliste            | 229 853   | 20,81 %     | -5.6 |  |
|                    | Struan Stevenson Belinda Don, Helen Gardiner, Donald G. MacDonald, Gerald Michaluk, PJ Lewis              | Conservateur            | 185 794   | 16,82 %     | -0.9 |  |
|                    | George Lyon Euan Robson, Robert Aldridge, Patsy Kenton, Douglas Herbison, Clive Sneddon                   | Libéral Démocrate       | 127 038   | 11,5 %      | -1.6 |  |
|                    | Elaine Morrison, Chas Booth, Kirsten Robb, Alastair Whitelaw, Ruth Dawkins, Peter McColl                  | Green                   | 80 442    | 7,28 %      | +0.5 |  |
|                    | Peter Adams, Paul Hencke, Phillip Anderson, Matthew Desmond, Donald Mackay, Paul Wiffen, Kathleen Desmond | UKIP                    | 57 788    | 5,23 %      | -1.5 |  |
|                    | Gary Raikes, Charlie Baillie, Deborah McKnight, Roy Jones, Max Dunbar, Elise Jones                        | BNP                     | 27 174    | 2,46 %      | +0.8 |  |
|                    | Louise McDaid, David Jacobsen, Katherine McGavigan, James Berrington, Claire Watt, James McDaid           | Travailliste socialiste | 22 135    | 2 %         | +2.0 |  |
|                    | Sheila McLaughlan, John Smart, Brian Ross, Archie Linnegan, Christine Cormack, Isobel Anne Macleod        | Scottish Christian      | 16 738    | 1,52 %      | +1.5 |  |
|                    | Colin Fox, Angela Gorrie, Johanna Dind, Nick McKerrell, Raphie de Santos, Felicity Garvie                 | Parti socialiste        | 10 404    | 0,94 %      | -4.3 |  |
|                    | Duncan Robertson                                                                                          | Indépendant             | 10 189    | 0,92 %      | +0.9 |  |
|                    | John Foster, Tommy Sheridan, Leah Ganley, Stuart Hyslop, Ajit Singh Uppal, Tom Morrison                   | NO2EU                   | 9 693     | 0,88 %      | +0.9 |  |
|                    | Alan Wallace, John O'Callaghan, Stuart Brown, Kenneth Lees, Mev Brown, Austin Compson-Bradford            | Jury Team               | 6 257     | 0,57 %      | +0.6 |  |

### 2004

Carte des plus grands partis de chaque circonscription de Scottish Westminster; SNP en jaune, Travailliste en rouge, Conservateur en bleu, est Libéral Démocrate en orange.

| Suffrages exprimés | Suffrages exprimés | Suffrages exprimés  | 1 176 817 |             |      |  |
|                    | |                     |           |             |      |  |
|                    | Candidat | Parti               | Suffrages | Pourcentage | Var. |  |
|                    | David Martin, Catherine Stihler Bill Miller, Kirsty O'Brien, Colin Smyth, Catriona Renton, Gemma Doyle                        | Travailliste        | 310 865   | 26,42 %     | -2.3 |  |
|                    | Ian Hudghton, Alyn Smith Kenneth Gibson, Douglas Henderson, Alexander Nicholson, Alex Orr, Janet Law, Duncan Ross             | SNP                 | 231 505   | 19,67 %     | -7.5 |  |
|                    | Struan Stevenson, John Purvis Cameron Buchanan, Sebastian Leslie, Anne Harper, Paul Nelson, Douglas Taylor                    | Conservateur        | 209 028   | 17,76 %     | -2.0 |  |
|                    | Elspeth Attwooll Robert Aldridge, Alex Bruce, Karen Freel, Douglas Herbison, Clive Sneddon, Christine James, Jermaine Allison | Libéral Démocrate   | 154 178   | 13,1 %      | +3.3 |  |
|                    | Chas Booth, Tara O'Leary, Martin Bartos, Moira Dunworth, Alastair Whitelaw, Katherine Joester, James Park                     | Green               | 79 695    | 6,77 %      | +1.0 |  |
|                    | Peter Troy, Philip Anderson, George Cormack, Michael Phillips, Janice Murdock, Donald Mackay, Peter Nielson                   | UKIP                | 78 828    | 6,7 %       | +5.4 |  |
|                    | Felicity Garvie, Nick McKerrel, Hugh Kerr, Catriona Grant, Lynn Sheridan, John Sangster, Andrew Rossiter                      | Parti socialiste    | 61 356    | 5,21 %      | +1.2 |  |
|                    | George Hargreaves, William Thompson, Richard Russell, David Braid, Marion McNeill, Mary Hay, Rose Irtwange                    | Christian Vote      | 21 056    | 1,79 %      | N/A  |  |
|                    | Steven Blake, Scott McLean, David Kerr, Stephen Burns, Bryan Dickson, Craig McComb, John Bean                                 | BNP                 | 19 427    | 1,65 %      | +1.3 |  |
|                    | Brendan Hamill, Sylvia Thorne, Charles Bennie, Jennifer Scobie, Bennie Palmer, Helen Pass, Richard Hammock                    | Scottish Wind Watch | 7 255     | 0,62 %      | N/A  |  |
|                    | Fergus Tait | Indépendant         | 3 624     | 0,31 %      | N/A  |  |

### 1999

Carte des plus grands partis de chaque circonscription de Scottish Westminster; SNP en jaune, Travailliste en rouge, Conservateur en bleu, est Libéral Démocrate en orange.

| Suffrages exprimés | Suffrages exprimés | Suffrages exprimés                  | 988 220   |             |      |  |
|                    | |                                     |           |             |      |  |
|                    | Candidat | Parti                               | Suffrages | Pourcentage | Var. |  |
|                    | David Martin, Bill Miller, Catherine Taylor Christine May, Hugh McMahon, James Paton, John Clifford, Jeanette Bradley                  | Travailliste                        | 283 490   | 28,69 %     | N/A  |  |
|                    | Ian Hudghton, Neil MacCormick Anne Gillies, Gordon Wilson, Janet Law, Kris Browne, Ian Goldie, Josephine Docherty                      | SNP                                 | 268 528   | 27,17 %     | N/A  |  |
|                    | Struan Stevenson, John Purvis Anne Harper, Cameron Buchanan, Sebastian Leslie, Iain Mitchell, Peter Ramsay, Anthony Gilbey             | Conservateur                        | 195 296   | 19,76 %     | N/A  |  |
|                    | Elspeth Attwooll Robert Aldridge, Neil Mitchison, Heather Lyall, Clive Sneddon, Danus Skene, Karen Freel, Jayne Struthers              | Libéral Démocrate                   | 96 971    | 9,81 %      | N/A  |  |
|                    | Marion Coyne, Eleanor Scott, Phil O'Brien, Graeme Farmer, Linda Hendry, Chris Ballance, Kay Allan, Alastair Whitelaw                   | Green                               | 57 142    | 5,78 %      | N/A  |  |
|                    | Hugh Kerr, Rosie Kane, Harvey Duke, Catherine Stewart, Colin Fox, Shareen Blackall, Steve Arnott, Frances Curran                       | Parti socialiste                    | 39 720    | 4,02 %      | N/A  |  |
|                    | Paul Dwyer, Joanna Lavender, Douglas McConchie, Richard Ashurst, Neasa MacEarlean, Oliver Grant, Alexander Skinner, James Waters       | Pro-Euro Conservative               | 17 781    | 1,8 %       | N/A  |  |
|                    | Alistair McConnachie, Donald Mackay, James McKenna, Stuart Brown, Matthew Henderson, Joseph Smith, Peter Nielson, John Mumford         | UKIP                                | 12 459    | 1,26 %      | N/A  |  |
|                    | Louise McDaid, Christopher Herriot, Katharine McGavigan, Stephen Mayes, Patricia Graham, Colin Turbett, Margaret Stead, James Galloway | Travailliste socialiste             | 9 385     | 0,95 %      | N/A  |  |
|                    | Kenneth Smith, Scott McLean, Russell Bradley, Mark Allen, Paul Wilkinson, Robert Currie, David Kerr, James Mills                       | BNP                                 | 3 729     | 0,38 %      | N/A  |  |
|                    | James McKissock, George Stidolph, Diana Kras, Kenneth Blair, David Pettigrew, Iain Petrie, Anna Rawlinson, Thomas Pringle              | Natural Law                         | 2 087     | 0,21 %      | N/A  |  |
|                    | Charles Lawson | Accountant for Lower Scottish Taxes | 1 632     | 0,17 %      | N/A  |  |